# Calamagrostis purpurea
Calamagrostis purpurea là một loài thực vật có hoa trong họ Hòa thảo. Loài này được (Trin.) Trin. mô tả khoa học đầu tiên năm 1824.

## Hình ảnh

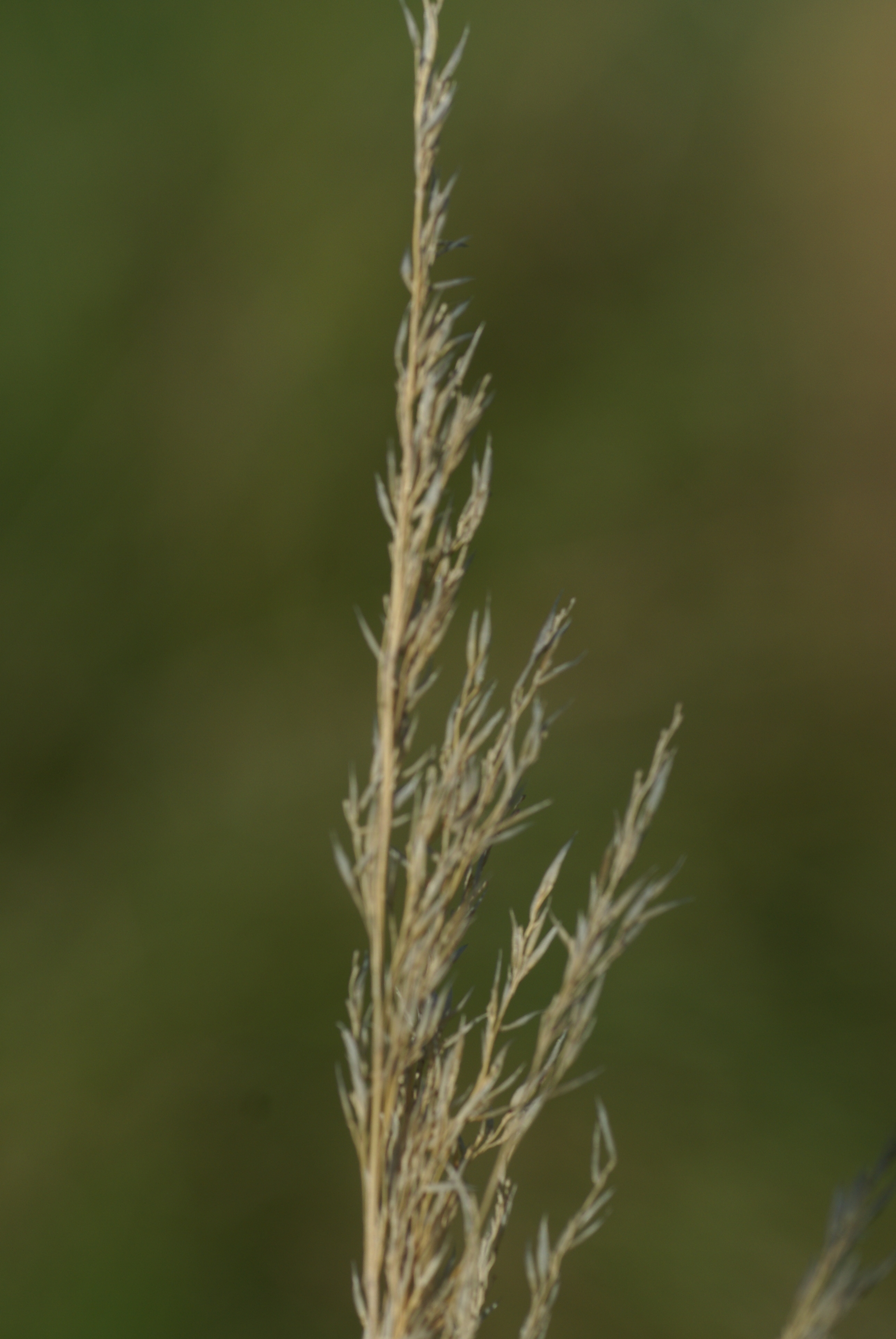
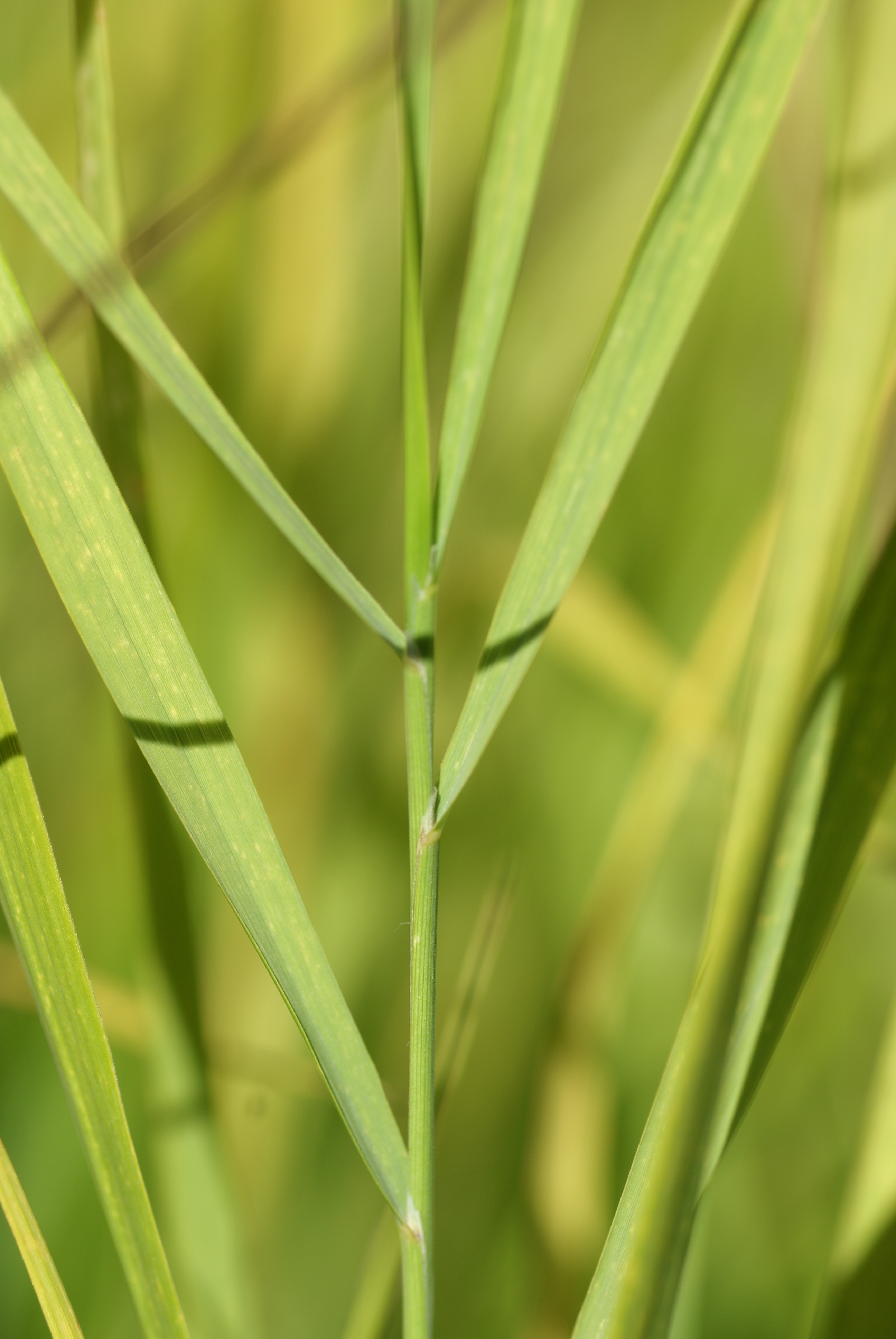
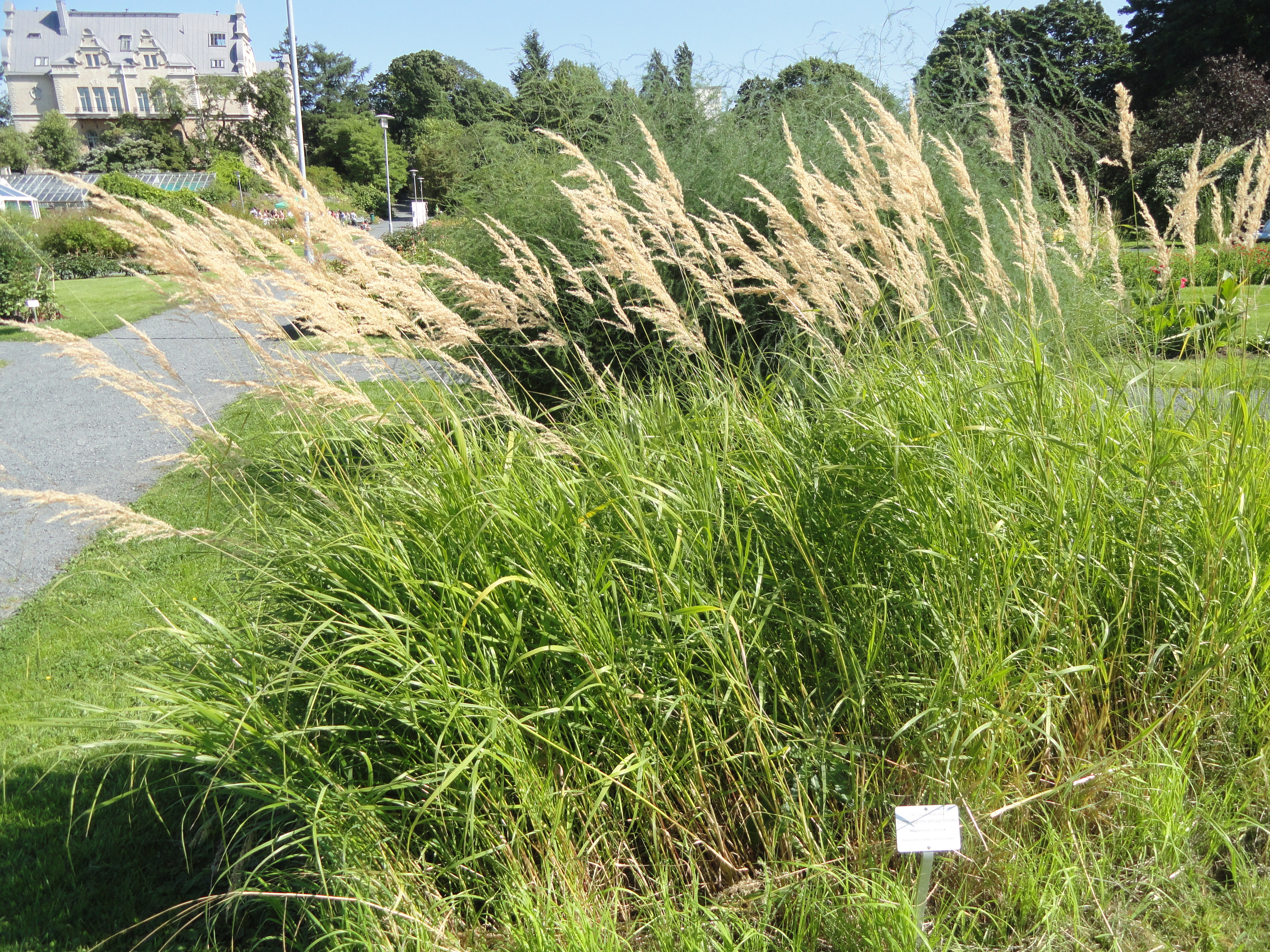
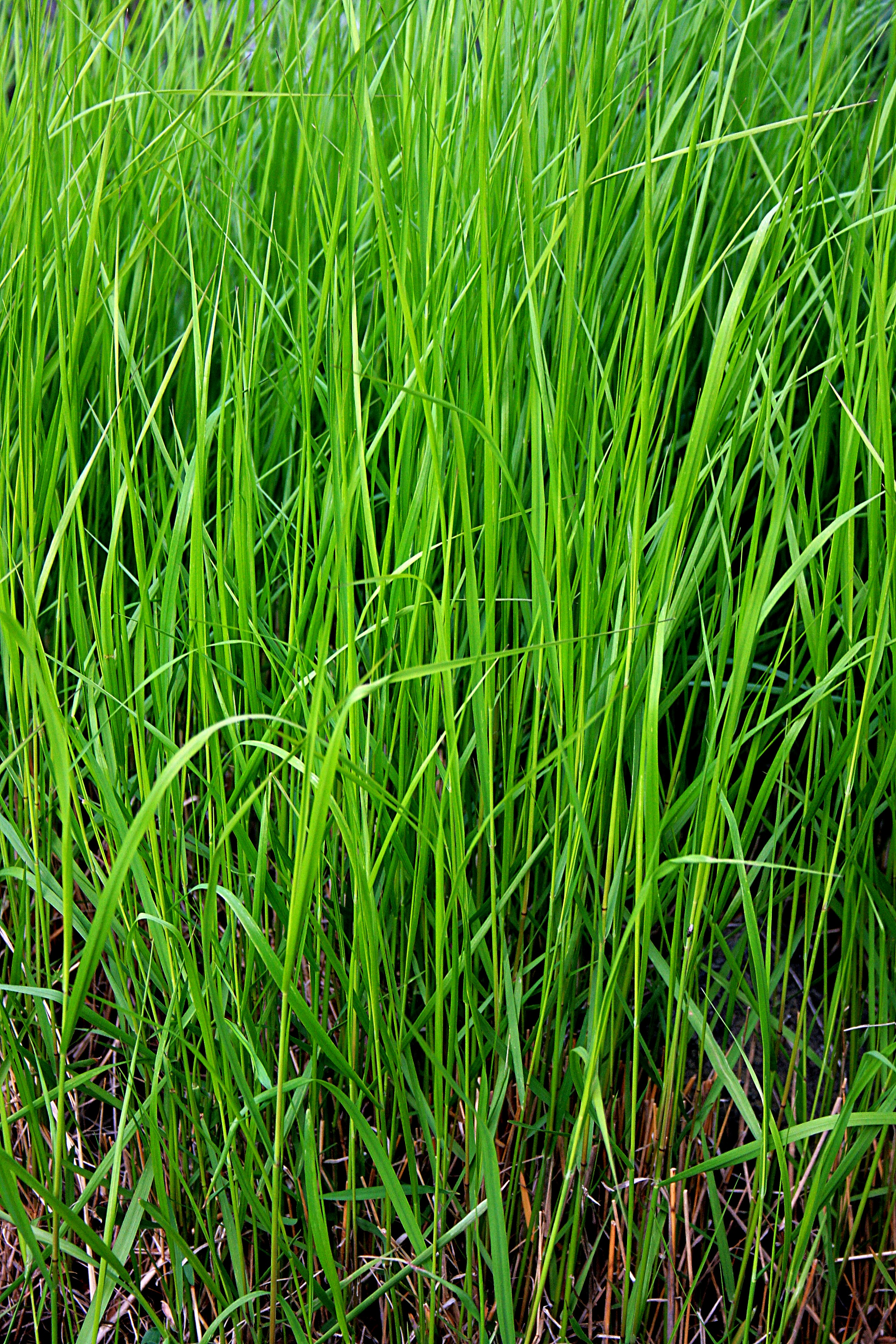